# イリア・カラペトロフ
イリア・ストヤノフ・カラペトロフ（Iliya Stoyanov Karapetrov (ブルガリア語: Илия Карапетров、1992年4月29日 - ）は、ブルガリア・ゴツェ・デルチェフ出身のサッカー選手。ピリン・ゴツェ・デルチェフ所属。ポジションは、ミッドフィールダー。